# Merszehemré Ined
Merszehemré Ined az ókori egyiptomi XIII. dinasztia egyik uralkodója. Memphiszből kormányozta Közép- és Felső-Egyiptomot rövid ideig, i. e. 1672–1669 vagy 1651–1648 között. Lehetséges, hogy azonos II. Noferhoteppel, akinek uralkodói neve szintén Merszehemré volt.

## Személyazonossága és uralkodásának hossza

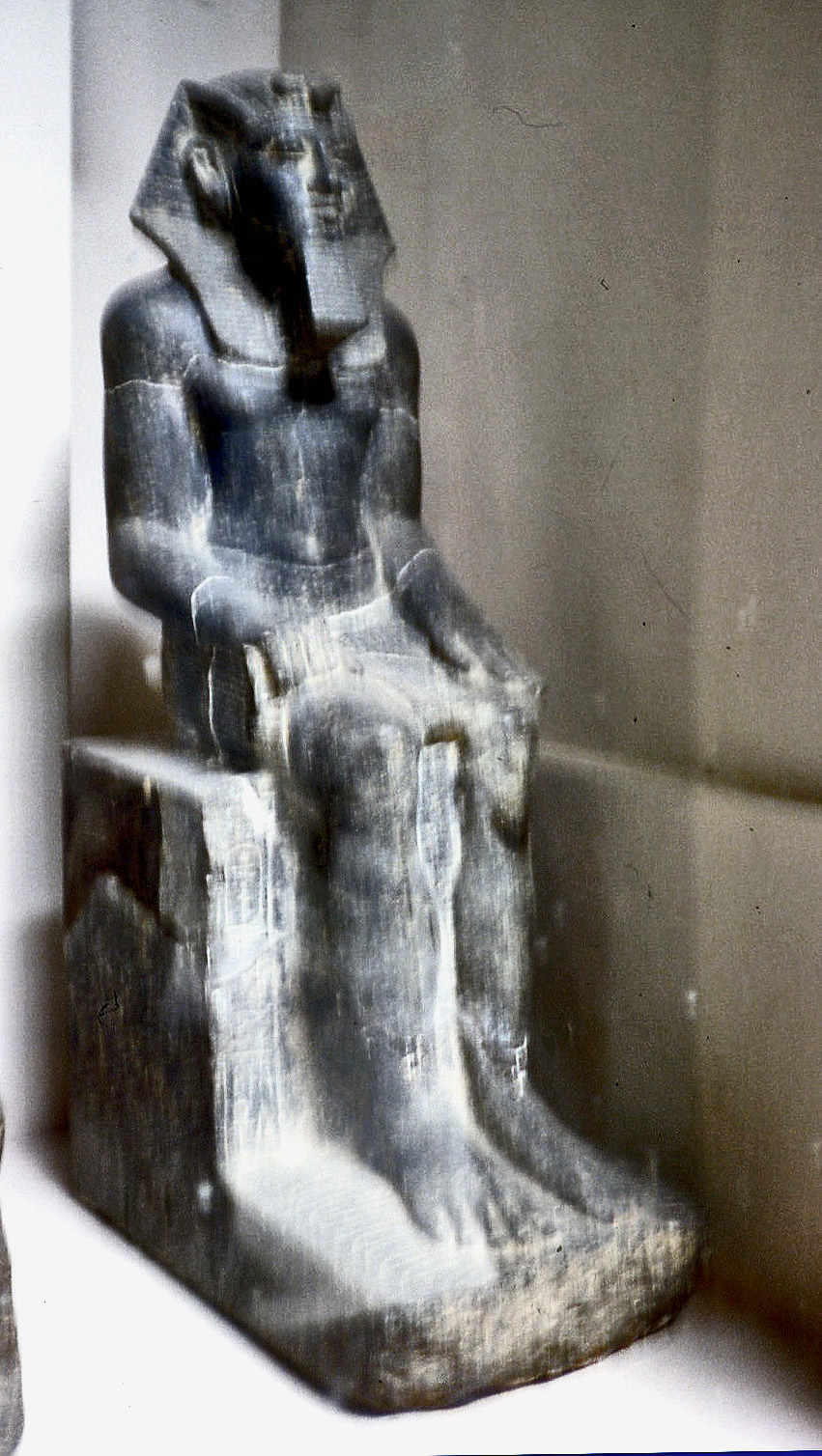
Merszehemré Noferhotep egyik szobra (CG 42023)

Azonossága II. Noferhoteppel egyelőre kétséges. Georges Legrain 1903-ban találta meg egy Merszehemré Noferhotep nevű király két szobrát a karnaki rejtekhelyen, ezek ma a kairói Egyiptomi Múzeumban találhatóak (CG 42023 és CG 42024 katalógusszámmal). A torinói királylista 7. oszlopa 6. sorában szerepel egy Merszehemré Ined nevű király, a karnaki királylistán pedig egy Merszehemré nevű. Jürgen von Beckerath, Detlef Franke, Jacques Kinnaer, Rolf Krauss és Donald B. Redford szerint a torinói papiruszon szereplő Merszehemré Ined azonos Merszehemré Noferhoteppel.
Kim Ryholt ezzel szemben úgy látja, a források két különböző személyre utalnak, akiknek ugyanaz az uralkodói neve, ahogy ez Merhotepré Szobekhotep és Merhotepré Ini esetében is előfordul. Ryholt szerint II. Noferhotep a torinói királylista 8. oszlopa 16. sorában szereplő Mer[…]ré királlyal azonos, így a dinasztia utolsó uralkodói közé tartozik (talán a 46. uralkodó). Lehetséges azonban, hogy a torinói papirusznak ez a bejegyzése Mersepszeszré Inire vonatkozik, és II. Noferhotep azonos Ineddel.
A torinói királylista legújabb olvasata (Kim Ryholt) szerint Merszehemré Ined három évig, 1–4 hónapig és egy napig uralkodott. Valószínűleg egy időben volt hatalmon a hükszosz XIV. dinasztiával vagy a XV. dinasztiával, melyek közül valamelyik ekkor már a Nílus-delta nagy részét hatalma alatt tartotta.

## Fordítás
- Ez a szócikk részben vagy egészben  a   Mersekhemre Ined című angol Wikipédia-szócikk ezen változatának fordításán alapul.  Az eredeti cikk szerkesztőit annak laptörténete sorolja fel. Ez a jelzés csupán a megfogalmazás eredetét és a szerzői jogokat jelzi, nem szolgál a cikkben szereplő információk forrásmegjelöléseként.